# Hamzalija Ajanović
Hamzalija Ajanović (1892 nebo 1893 Tešanj, Bosna a Hercegovina – v noci z 3. na 4. července 1925 při autonehodě v obci Vrbanja u Banja Luky, Království Srbů, Chorvatů a Slovinců) byl bosenskohercegovský politik bosňáckého původu.

## Životopis
V rodném městě dokončil základní školu, nato absolvoval tři ročníky vyššího reálného gymnázia v Banja Luce. Maturitu složil na vyšším reálném gymnáziu v Sarajevu (1914). Slavistiku a romanistiku od roku 1914 studoval na univerzitách ve Vídni, Záhřebu a Štýrském Hradci (od 1915 pod vedením folkloristy a jazykovědce Matiji Murka). Kvůli mobilizaci roku 1917 studium přerušil a pokračoval v něm až po skončení světové války. Promoval roku 1920 v Záhřebu.
Roku 1916 v Sarajevském listu uveřejnil studii věnovanou dílu muslimského básníka Musy Ćazima Ćatiće, která se nadlouho stala jediným odborným textem na dané téma.
Již za mladých let inklinoval k chorvatské národní myšlence. Za pobytu v Sarajevu působil v organizaci Mladé Chorvatsko (Mlada Hrvatska), nicméně vždy trval na individualitě bosenskohercegovských muslimů. V diskuzi na počátku 20. let 20. století se spisovatelem Ahmedem Muradbegovićem, který byl taktéž prochorvatsky orientovaný, zastával názor, že muslimové v novém jihoslovanském státě nemají vyjít ze společensko-politické izolace za každou cenu, naopak v ní mají setrvat, aby zachovali svoji identitu, neboť v zemi ještě nedošlo k oddělení náboženství a národní příslušnosti. Ačkoli se sám považoval za Chorvata islámské víry, po roce 1918 zastával myšlenku jihoslovanské (jugoslávské) vzájemnosti.
Po návratu do Bosny a Hercegoviny se pokoušel získat studijní stipendium ve Francii, ale záhy se zapojil do činnosti vůdčího politického hnutí jihoslovanských muslimů, Jugoslávské muslimské organizace, a ve volbách do konstituenty získal mandát za banjalucký volební okrsek. Stejný úspěch zopakoval v řádných parlamentních volbách roku 1923 a 1925. Od roku 1922 působil v redakci stranického tiskového orgánu Pravda (Spravedlnost).
Roku 1922, kdy se členstvo strany v otázce vztahu k státoprávnímu uspořádání země rozštěpilo na majoritní tábor autonomistů (tzv. levičáků) kolem Mehmeda Spaha a minoritních loajalistů a jihoslovanských centralistů na čele s předsedou Ibrahim-efendijou Maglajlićem, podpořil Spaha a jemu blízké Atifa Hadžikadiće a Saliha Baljiće. Maglajlić a jeho prosrbsky smýšlející příznivci stranu opustili a založili Jugoslávskou muslimskou národní organizaci (JMNO).
Ajanović roku 1923 vybídl spolustraníky, aby společně založili nový muslimský podpůrný spolek, který by byl pandánem stávající sdružení Gajret (Úsilí), jehož vedení zastávalo nacionálně prosrbské postoje a v tomto duchu vychovávalo i své členy a svěřence. Po několikaměsíčním úsilí, během něhož byl vznik spolku úředně zamítnut, nakonec 17. října 1924 proběhlo ustavující shromáždění spolku Narodna uzdanica (Lidová opora).
Hamzalija Ajanović se oženil s Nasihou (?–1932), dcerou tešanjského obchodníka Adem-agy Mešiće. Pří dopravní nehodě, která se politikovi stala osudnou, s ním v automobilu jela i jeho těhotná manželka. Nasiha utrpěla vážná zranění, ale nakonec přežila. Narozený syn dostal jméno Hamzalija (1925–1961). Nasiha se znovu vdala, a to za Ibrahim-agu Šahinagiće. Hamzalija byl pohřben ve dvoře banjalucké mešity Ferhadija. Dne 1. července 1926 byla na hřbitově u mešity odhalena pamětní deska na počest zesnulého politika.